# Jean de Biclar
 (octobre 2009).
Si vous disposez d'ouvrages ou d'articles de référence ou si vous connaissez des sites web de qualité traitant du thème abordé ici, merci de compléter l'article en donnant les références utiles à sa vérifiabilité et en les liant à la section « Notes et références ».
Jean de Biclar (en latin : Iohannes Biclarensis ; en espagnol : Juan de Biclaro), dit aussi Jean de Gérone, né vers 540 probablement dans l'actuel Portugal, et mort après 621, est un évêque chrétien d'origine wisigothique.

## Biographie
Vers 560, il se rend pour ses études à Constantinople, y séjournant pendant une dizaine d'années. Il y acquiert une excellente connaissance du grec et du latin qui fera de lui un des derniers représentants de la culture antique en Occident. Il participe également aux débats théologiques orientaux, y compris à la querelle dite des Trois Chapitres.
Revenu en Hispanie vers 575 d'après Isidore de Séville, il refuse de se rallier à l'Église officielle arienne du royaume wisigothique et le roi Léovigild l'exile à Barcelone. À la mort du roi en 586, il fonde le monastère de Biclar (Biclarum) pour lequel il écrit une règle (perdue) et qu'il gère pendant plusieurs années.
Entre 589 et 592, alors que règne le fils et successeur du roi Léovigild, Récarède, converti au christianisme nicéen en 587, il est appelé à l'évêché de Gérone. Il prend part à au moins trois conciles, dont celui de Saragosse en 592.
Il a laissé une courte chronique écrite entre 589 et 591; elle va de 567 jusque vers 590 et se présente comme une continuation de Victor de Tunnuna. Bien que concise, elle constitue une source précieuse pour le règne du roi Léovigild et la période qui voit se préparer la conversion des Wisigoths au christianisme nicéen.
Il nous laisse des renseignements sur la ville de Recopolis (unique source décrivant la ville fondée vers 580 par Léovigild en l'honneur de son fils Récarède). Il donne quelques détails précieux issus de son séjour en Orient (par exemple sur le problème bulgare) et mentionne également vers 569, la conversion au christianisme des Garamantes, berbères païens de l'actuelle Libye.